# Basedow (Schleswig-Holstein)
Pour les articles homonymes, voir Basedow.
Basedow est une commune allemande du Schleswig-Holstein, située dans l'arrondissement du duché de Lauenbourg (Kreis Herzogtum Lauenburg), à cinq kilomètres au nord-est de la ville de Lauenburg/Elbe. Basedow est l'une des dix communes de l'Amt Lütau dont le siège est à Lauenburg.